# Zodarion pileolonotatum
Zodarion pileolonotatum är en spindelart som beskrevs av Denis 1935. Zodarion pileolonotatum ingår i släktet Zodarion och familjen Zodariidae.
Artens utbredningsområde är Libya. Inga underarter finns listade i Catalogue of Life.